# Biofumigacija
Biofumigacija je proces zatiranja kmetijskih škodljivcev v prsti, ki temelji na zakopavanju sveže nasekljanega rastlinskega materiala v zgornjo plast prsti. Ko se začne proces razpadanja, se sprostijo hlapni produkti razgradnje s toksičnim učinkom proti rastlinskim patogenom v prsti, kot so bakterije, glive in ogorčice. Glavno vlogo imajo glukozinolati, ki razpadejo v toksične izotiocianate, zato za biofumigacijo uporabljamo predvsem rastline iz družine križnic (gorjušica, redkev), ki vsebujejo posebej veliko glukozinolatov. Še ena možnost so trave, kot je sirek, ki ob razpadanju tvori prav tako strupeno cianovodikovo kislino. Postopek je alternativa klasični fumigaciji prsti, ki jo izvajamo s sintetičnimi kemikalijami, ki so običajno bolj strupene za ljudi in druge netarčne organizme.
Biofumigacijo izvajamo na ledini pred sejanjem oz. sajenjem. Križnice uporabimo ob cvetenju, ko je koncentracija glukozinolatov najvišja; rasline pokosimo in nasekljamo čim bolj na drobno, da se pospeši proces razpadanja. Pred začetkom je treba njivo namočiti do zasičenosti prsti, nato zakopati biofumigant in površino nekoliko zbiti ter pokriti, bodisi s plastičnimi plahtami, bodisi z nasteljo. To prepreči izhajanje plinov. Po treh do štirih tednih površino odkrijemo, da se prezrači, naslednji dan je pripravljena na sejanje.
Poleg manjše strupenosti ob podobni učinkovitosti kot fumigacija je prednost biofumigacije, da z vkopanim rastlinskim materialom dodamo hranilne snovi (predvsem dušik), kar izboljša prst, treba pa je paziti na suho trohnobo zelja (Leptosphaeria maculans), ki je lahko prisotna v številnih vrstah križnic. Omejujoč dejavnik sta še višja cena in trajanje postopka, zaradi česar je treba spremeniti dinamiko kmetovanja.